# 符雅凝
符雅凝（1997年7月14日—），毕业于中国传媒大學声乐表演专业。現為果然娛樂旗下练习生，是選秀節目《青春有你2》選手。2021年赴韓參加中日韓女團選秀節目《Girls Planet 999》。

## 經歷
2017年，参加由中韩的娱乐公司共同举办的比赛，被选中前往韩国训练，并签订了经纪合约。为“辛德瑞拉”（灰姑娘）女团的预备成员，原定在18年的6月正式出道。由于中韩公司产生纠纷：韩国舞蹈培训学校WKS南昌昊(World K School)背弃与中方公司的培训合作协议，诱导训练生签第三方合约，并要求与中方公司解约。最终中方向韩国公司提出解约，把练习生接回国，参加女团计划就此耽搁。
2020年，代表果然娛樂參加《青春有你2》，最终止步于53名，无缘第三轮比赛。
2021年，代表果然娛樂參加《Girls planet 999》，節目於2021年8月6日首播，2021年10月22日最終排名12，無緣出道。

### Girls Planet999 時期
| 排名           | 集數(EP) | 名次      | 備註     |
| 主題曲排名     | EP.1     | C07       |          |
| 初評級舞台     | EP.2     | TOP9候補  |          |
| 第一次排名儀式 | EP.5     | C07       |          |
| 第二次排名儀式 | EP.8     | C07       |          |
| 中間排名       | EP.9     | P10 (C03) |          |
| 第三次排名儀式 | EP.11    | P8 (C02)  |          |
| 最終排名       | EP.12    | P12       | 無緣出道 |

## 音乐作品

### 个人单曲
| 发行时间       | 名稱                                     | 作词作曲                                                                                                  | 附註  |
| 2020年6月20日  | 《Navigator’s Daughter（航海家的女儿）》 | AILIA李璐迦、符雅凝作词、AILIA李璐迦作曲                                                                  | [ 7 ] |
| 2020年10月15日 | 《I‘m Done》                             | 作词：张粹方 Dena／Kire／唐绍崴／$$uperCandy；作曲：张粹方 Dena／Kire／唐绍崴／$$uperCandy；Rap词：符雅凝 |       |
| 2022年4月20日  | 《凝》                                   | 原词曲（OA/OC）：莊錠欣Elkie/Siixk Jun；中文词：流水纪；Rap词：符雅凝                                     | [ 8 ] |

### 青春有你2时期
| 发行时间 | 歌曲名称（歌曲说明）                                                                       | 原唱者           |
| 2020     | 《让世界充满爱》 （合作演唱者：《青春有你》第二季其余训练生）                              | 青春有你“战疫”MV |
| 2020     | 《我的新衣》 （初舞台，与葛鑫怡、张洛菲合作）                                              | VAVA             |
| 2020     | 《你曾是少年》（爱奇艺《青春有你2》学员考核位置测评歌曲，与费沁源、艾依依等合作）          | S.H.E            |
| 2020     | 《Yes! Ok!》（爱奇艺《青春有你2》主题曲）                                                  | 青春有你2训练生  |
| 2020     | 《有点甜》（爱奇艺《青春有你2》学员小组竞演歌曲，与安崎、莫寒、李依宸、靳阳阳合作）        | 汪苏泷／BY2      |
| 2020     | 《十面埋伏2》（爱奇艺《青春有你2》小组练习室复仇歌曲，与安崎、孔雪儿、李依宸、刘雨昕合作） | 艾菲／李斯丹妮   |

### Girls Planet 999 時期
| 時間   | 歌曲名稱                     | 原唱者           | 備註                                                                                             |
| 2021年 | 《O.O.O (Over.Over.Over)》   | Girls Planet 999 | 全員練習生                                                                                       |
| 2021年 | 《HELICOPTER》               | CLC              | 《Planet 探索戰》 EP.1，與文哲、張競、家儀、蔡冰合作                                             |
| 2021年 | 《The Eve (前夜)》           | EXO              | 《Connect Mission》 EP.4，與鄭智贇、野仲紗奈、江崎光、柳多戀、蘇芮琪、神藏令、金秀妍、徐若惟合作 |
| 2021年 | 《마.피.아. In the morning》 | ITZY             | 《Combination Mission》 EP.7，與許智媛、坂本舞白合作                                             |
| 2021年 | 《SNAKE》                    | Medusa           | 《Creation Mission》 EP.10，與金多妍、沈小婷、蘇芮琪、蔡冰、文哲、江崎光合作                     |
| 2021年 | 《SHINE》                    | Girls Planet 999 | 《Completion Mission》 EP.12，最終18位選手合唱(一組)                                             |
| 2021年 | 《Another Dream》            | Girls Planet 999 | EP.12，最終18位選手合唱                                                                          |

## 影視作品

### 综艺节目
| 年份 | 電視台 | 節目名稱         | 備註 |
| ---- | ------ | ---------------- | ---- |
| 2020 | 愛奇藝 | 青春有你2        |      |
| 2021 | Mnet   | Girls planet 999 |      |

### 网络剧
| 年份 | 節目名稱           | 備註   |
| ---- | ------------------ | ------ |
| 2021 | 《卿卿我心》       | 百合   |
| 2021 | 《清风朗月花正开》 | 安小洛 |